# Duchoslavův statek
Duchoslavův statek (Knorův statek) je usedlost v Praze 8-Dolních Chabrech na Bíleneckém náměstí východně od kostela Stětí svatého Jana Křtitele. Je chráněn jako nemovitá kulturní památka České republiky.

## Historie
První zmínka o statku je v Berní rule k roku 1654. V ní je uveden majitel Duchoslav Petržele a rozloha 60 strychů polností. Roku 1673 měl rozlohu již 116 strychů pozemků a majitele Jiřího Svobodu; ke statku v tom roce patřily kromě jiného i čtyři koně. Od roku 1732 vlastnila dvůr rodina Knorů a hospodařila na polnostech o rozloze 125 strychů.
Roku 1917 koupil hospodářství od Knorových potomků Václav Prušák a jeho rodině patřilo do roku 1963, kdy jej při kolektivizaci musela předat MNV Dolní Chabry. JZD zde sídlilo do roku 1990, později ve statku umístilo svou pobočku Muzeum hlavního města Prahy.

### Popis
Usedlost je sestavena z obytné budovy, špejcharu a stodoly, umístěnými po obvodu dvora. Mezi obytnou budovou a špejcharem je ohradní zeď s vjezdovou bránou, která dvůr uzavírá. Obytný dům a špejchar mají barokní vykrajované štíty, brána i ohradní zeď byly původně zdobeny plastikami a plastickou štukovou výzdobou.
Obytná budova je na delší straně otevřena arkádami se segmentovými oblouky. V patře má kamenné vykrajované zábradlí a v interieru křížovou klenbu. Ve špejcharu je arkáda pouze v přízemí, její pavlačové patro je přístupné po venkovním schodišti. Do patra vedou svlakové pobíjené dveře. Stodola obdélného půdorysu s valbovou střechou má při krajích dva segmentově ukončené vjezdy.